# Michael Dickerson
Michael DeAngelo Dickerson (* 25. Juni 1975 in Greenville (South Carolina)) ist ein ehemaliger US-amerikanischer Basketballspieler.

## Werdegang
1994 wechselte Dickerson von der Federal Way High School (Federal Way, US-Bundesstaat Washington) an die University of Arizona und wurde dort Spieler von Trainer Lute Olson. In der Saison 1996/97 war er mit einem Wert von 18,9 Punkten je Begegnung bester Korbschütze der Hochschulmannschaft, mit der er den NCAA-Meistertitel gewann. Im Halbfinale sowie im Endspiel kam er jeweils auf fünf Punkte. In der Saison 1997/98 erreichte er einen Punkteschnitt von 18 je Begegnung, was erneut den Höchstwert der Mannschaft bedeutete.
Nach dem Wechsel in die NBA stand Dickerson in der Saison 1998/99 bei den Houston Rockets unter Vertrag. Er war sofort Stammspieler der Texaner, gehörte bei seinen 54 Einsätzen jeweils zu den fünf Spielern, die von Beginn an ins Geschehen eingriffen. Im Sommer 1999 gab Houston ihn und mehrere seiner Mannschaftskameraden im Rahmen eines Tauschs an die Vancouver Grizzlies ab. In Vancouver kam Dickerson im Spieljahr 1999/2000 mit 18,2 Punkten je Begegnung auf den Höchstwert seiner NBA-Zeit. Auch 2000/01 war Leistungsträger.  2001 machte Dickerson den Umzug der Mannschaft von Vancouver nach Memphis mit. Anfang November 2001 zog er sich einen Bruch in der Leistengegend zu und konnte bis zum Ende der Saison 2001/02 nicht mehr am Spielbetrieb mitwirken. Zu Beginn des Spieljahres 2002/03 zwangen ihn abermalige Leistenbeschwerden zu einer dreimonatigen Pause, nach seiner Rückkehr erlitt Dickerson eine Bauchmuskelverletzung. Er sah sich gezwungen, 2003 seine Leistungssportlaufbahn einzustellen. Dickerson bestritt in der NBA insgesamt 216 Spiele, in denen er im Schnitt 15,2 Punkte verbuchte. Er begab sich nach dem Rücktritt vom Leistungssport auf Reisen und lebte rund drei Jahre in Indien.
2008 versuchte Dickerson, nach rund fünfjähriger Pause in die NBA zurückzukehren. Er trainierte bei den Cleveland Cavaliers mit, Anfang Oktober 2008 verließ er die Mannschaft aus persönlichen Gründen. Ende Dezember 2009 schloss er sich dem spanischen Zweitligisten Palencia Baloncesto an, für den er bis Februar 2010 vier Ligaspiele bestritt.